# Thorsten Kähler
Thorsten Kähler (* 1. Februar 1955) ist ein Konteradmiral a. D. der Deutschen Marine. Er war in letzter Verwendung von 1. März 2015 bis 21. September 2018 Chef des Stabes im Marinekommando in Rostock.

## Militärische Laufbahn
Thorsten Kähler trat 1973 als Offizieranwärter in die Bundesmarine ein (Crew VII/73). Von 1974 bis 1977 studierte er Wirtschafts- und Organisationswissenschaften an der Universität der Bundeswehr Hamburg. Er wurde als U-Boot-Offizier ausgebildet und war anschließend in Deutschland, Frankreich und den Niederlanden eingesetzt. 1987 diente er als Korvettenkapitän im Stab des Commander Standing Naval Force Atlantic. Er durchlief ab 1988 den Admiralstabslehrgang an der Führungsakademie der Bundeswehr in Hamburg und wurde 1990 mit dem General-Heusinger-Preis ausgezeichnet. Von 1995 bis 1997 war er Kommandant der Fregatte Bayern. 1998 wurde er Referent im Bundesministerium der Verteidigung. 2001 übernahm er das 6. Fregattengeschwader in Wilhelmshaven. 2003 erfolgte die Beförderung zum Kapitän zur See und der Einsatz beim Internationalen Militärstab (IMS) im NATO-Hauptquartier in Brüssel. 2005 wurde er Arbeitsbereichsleiter und 2006 stellvertretender Leiter im Planungsstab des Bundesministeriums der Verteidigung (PlStab). Von 2009 bis 2012 war er Kommandeur der Einsatzflottille 2 und zeitweise stellvertretender Kommandeur der Operation Atalanta. Von Juni bis November 2012 war er Task Group Commander der Operation Active Endeavour. Von 2013 bis 2015 war er Unterabteilungsleiter I in der Abteilung Politik im Bundesministerium der Verteidigung. Zum 1. März 2015 übernahm er den Dienstposten Chef des Stabes im Marinekommando in Rostock. Diesen Dienstposten übergab er zum 21. September an Flottillenadmiral Karsten Schneider und trat mit Ablauf des Monats nach 45 Dienstjahren in Ruhestand.

## Ehrenamt
Am 9. Oktober 2021 wurde Kähler zum Vorsitzenden der Marine-Offizier-Vereinigung gewählt.